# GRIB
GRIB (GRIdded Binary) — математический формат сжатых данных, обычно используемый в метеорологии для хранения исторических и прогнозируемых данных о погоде. Он был стандартизирован комиссией по основным системам Всемирной метеорологической организации, известен под номером GRIB FM 92-IX и описан в 306 номере руководства ВМО по кодам. В настоящее время существуют три версии GRIB. Версия 0 ограниченно используется в таких проектах, как TOGA, и больше практически не используется. Первая редакция (текущая подверсия — 2) используется во всем мире большинством метеорологических центров для вывода численного прогноза погоды. Новое поколение было введено и известно как вторая редакция GRIB, данные медленно переводятся в этот формат.
GRIB заменил ADF (аэронавигационный формат данных).

## Расшифровка секций GRIB1

### Секция 1 PDS
Секция содержит метаданные: код центра, тип элемента, время, тип сетки.
| Байты | Описание                      | Комментарии                      |
| ----- | ----------------------------- | -------------------------------- |
| 1-3   | Размер секции PDS             |                                  |
| 4     | Версия таблицы                | 2 — значение стандартной таблицы |
| 5     | Идентификатор центра          | Текст ячейки                     |
| 6     | Идентификатор процесса        | Текст ячейки                     |
| 7     | Номер сетки                   | Текст ячейки                     |
| 8     | Флаг наличия секции GDS и BMS | Текст ячейки                     |
| 9     | Идентификатор переменной      | Таблица 2                        |
| 10    | Идентификатор уровня или слоя | Таблица 3                        |

### Секция 2 GDS (Сетка)
Секция предназначена для описания сетки данных.
17 байт — флаг, описывающий разрешение.